# Hypoponera elliptica
Hypoponera elliptica es una especie de hormiga del género Hypoponera, subfamilia Ponerinae. 

## Distribución
Esta especie se encuentra en Australia y Nueva Caledonia.